# Katastrofa autobusów w Papui-Nowej Gwinei (2010)
Katastrofa autobusów miała miejsce 14 stycznia 2010, 130 km od Lae, w prowincji Morobe w Papui-Nowej Gwinei. W katastrofie zginęło około 40 osób, a kilkanaście zostało rannych.
Dwa autobusy były przeznaczone do przewozu jedynie po 25 osób, jednak w chwili katastrofy były przeładowane. Do zdarzenia doszło, kiedy to autobusy omijały dziury na drogach z nadmierną prędkością (ok. 100 km/h). Wiele osób zmarło na miejscu lub przed przybyciem służb ratowniczych, a 8 innych w szpitalach.
Była to najtragiczniejsza katastrofa drogowa w historii Papui-Nowej Gwinei.